# Åke Fridell

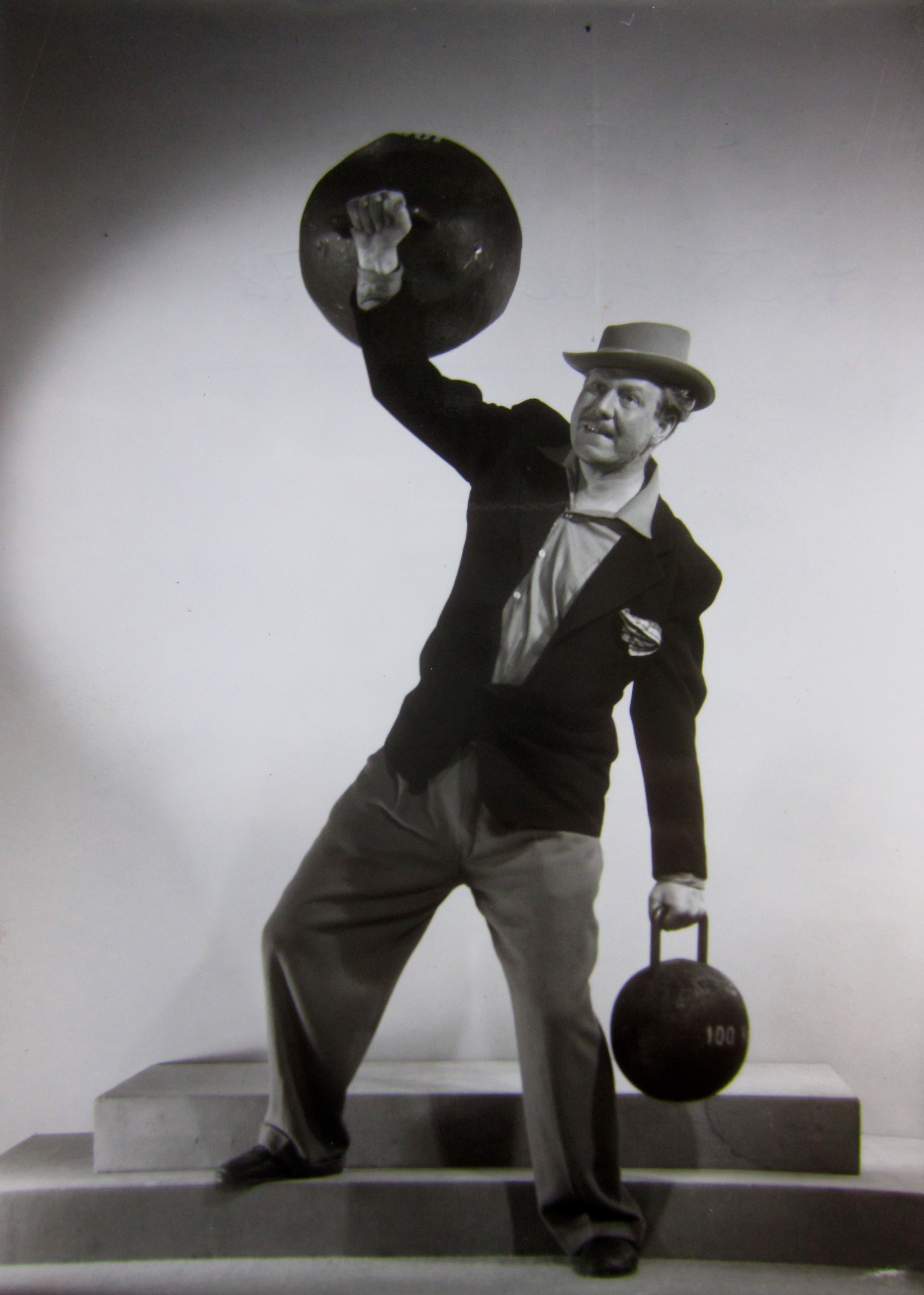
Åke Fridell

Åke Fridell (* 23. Juni 1919 in Gävle; † 26. August 1985 in Stockholm) war ein schwedischer Schauspieler.

## Leben und Werk
Åke Fridell wuchs in Falun, Dalarna, auf. Zwischen 1942 und 1944 besuchte er die Witzansky Theaterschule und nahm Gesangsstunden. 1943 debütierte er in Ingmar Bergmans Theaterstück Tivoli. Er spielte am Stadttheater in Helsingborg von 1944 bis 1946, am Stadttheater in Malmö von 1954 bis 1960 und am Stadttheater in Stockholm von 1960 bis in die 1970er Jahre hinein. Im Laufe seiner Karriere trat er, neben zahlreichen anderen Engagements, in 30 Theaterinszenierungen und zehn Filmen Bergmans auf. Seine Spezialität war die Darstellung polternder und prahlerischer Charaktere oder schlichter Gemüter. Eine seiner markantesten Rollen war die des Schmiedes Plog in Bergmans Das siebente Siegel (1957).

## Filmografie (Auswahl)
- 1946: Es regnet auf unsere Liebe (Det regnar på vår kärlek)
- 1947: Schiff nach Indialand (Skepp till India land)
- 1949: Gefängnis (Fängelse)
- 1949: Rya-Rya – Nur eine Mutter (Bara en mor)
- 1951: Fräulein Julie (Fröken Julie)
- 1953: Die Zeit mit Monika (Sommaren med Monika)
- 1953: Abend der Gaukler (Gycklarnas afton)
- 1953: Barabbas – Der Mann im Dunkel (Barabbas)
- 1955: Das Lächeln einer Sommernacht (Sommarnattens leende)
- 1955: Rasmus und der Vagabund (Luffaren och Rasmus)
- 1957: Das siebente Siegel (Det sjunde inseglet)
- 1957: Wilde Erdbeeren (Smultronstället)
- 1958: Rabies (TV)
- 1958: Das Gesicht (Ansiktet)
- 1966: Dr. Westers letzter Patient (Träfracken)
- 1971: Emigranten (Utvandrarna)